# Saint-Étienne-la-Cigogne
Saint-Étienne-la-Cigogne ist eine Commune déléguée in der französischen Gemeinde Plaine-d’Argenson mit 159 Einwohnern (Stand: 1. Januar 2021) im Département Deux-Sèvres in der Region Nouvelle-Aquitaine.

## Geographie
Saint-Étienne-la-Cigogne liegt etwa 24 Kilometer südlich von Niort.

## Geschichte
Saint-Étienne-la-Cigogne wurde am 1. Januar 2018 mit Belleville, Boisserolles und Prissé-la-Charrière zur neuen Gemeinde Plaine-d’Argenson zusammengeschlossen. Die Gemeinde Saint-Étienne-la-Cigogne gehörte zum Arrondissement Niort und zum Kanton Mignon-et-Boutonne. 

## Bevölkerungsentwicklung
| Jahr                      | 1962 | 1968 | 1975 | 1982 | 1990 | 1999 | 2006 | 2013 |
| Einwohner                 | 122  | 121  | 113  | 111  | 119  | 112  | 119  | 148  |
| Quelle: Cassini und INSEE |      |      |      |      |      |      |      |      |

## Sehenswürdigkeiten

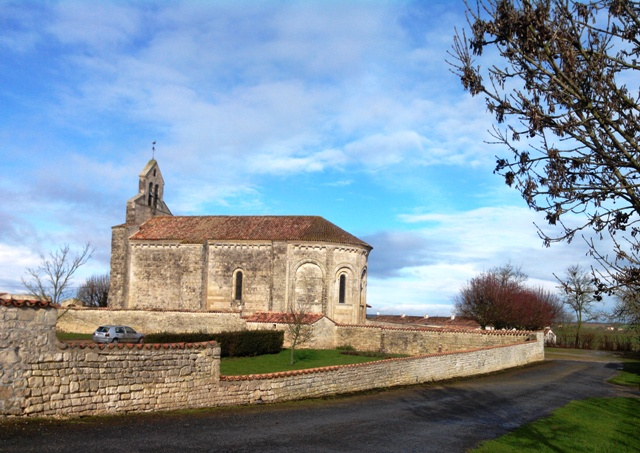
Kirche in Saint-Étienne-la-Cigogne

- Kirche